# Rossas (Arouca)
Rossas ist eine Gemeinde (Freguesia) im portugiesischen Kreis Arouca. In ihr leben 1491 Einwohner (Stand 19. April 2021).